# Honmyō-ji
 (septembre 2016).
Le Honmyō-ji (本妙寺) est un temple bouddhiste de la secte de Nichiren Rokujōmon-ryū (六条門流), situé dans la ville de Nishi-ku, préfecture de Kumamoto au Japon. C'est le temple de la secte au rang le plus élevé dans le Kyushu. Le Honmyō-ji abrite la tombe de Katō Kiyomasa, (1562–1611), un daimyo fondateur du château de Kumamoto et disciple du bouddhisme de Nichiren.

## Le temple
Le Honmyō-ji se compose de deux parties, la tombe de Katō Kiyomasa appelée « Jōchibyō », et le temple lui-même. Katō Kiyomasa est un fervent croyant du bouddhisme de Nichiren. De Kamikumamoto part une route toute droite parsemée de douze temples plus petits nommés « tatchū » et qui passe sous un grand torii qui mène au Honmyō-ji. Du temple part à son tour une pente raide appelée « Munatsuki Gangi », composée de 176 marches en pierre qui mènent à la tombe. Sur la partie centrale de la route se trouvent de nombreuses tō (lanternes de pierre) offertes par les fidèles. Les croyants prient devant l'autel de la tombe de Katō Kiyomasa. Un musée héberge différents objets traditionnels d'importance historique. Il y a également une grande statue de Kiyomasa 300 marches plus haut.

## Tonsha-e
Tous les 23 juillet, veille de l'anniversaire de la mort de Katō Kiyomasa, est organisé un festival nommé « Tonsha-e ». Il a pour objet de consoler l'esprit de Kiyomasa, et pour ce faire, de nombreux prêtres écrivent le long sūtra du Lotus pendant une nuit.

## Histoire
Le temple original est construit en 1585 à Osaka pour consoler l'esprit du père de Katō Kiyomasa. Puis le temple est déplacé au château de Kumamoto en 1600 et la tombe de Kiyomasa, qui est nommée « Jōchibyō », est construite dans son actuel site du mont Nakao en 1611. Le temple du château de Kumamoto est incendié et transféré sous la tombe de Katō Kiyomasa en 1614 (?). En 1871, la partie sanctuaire du temple est déplacée au château de Kumamoto sous le nom de « Katō-jinja » au cours de la période de séparation du shintoïsme et du bouddhisme. Lors de la rébellion de Satsuma de 1877, le Honmyō-ji est partiellement détruit par le feu. Le temple et la tombe sont plus tard reconstruits. Tout au long de l'époque d'Edo et de l'ère Meiji, le Honmyō-ji attire de nombreux visiteurs de Kumamoto qui viennent s'y divertir.
Durant les périodes Edo et Meiji, les lépreux se rassemblent autour du Honmyō-ji où ils peuvent subsister de l'argent qu'ils quêtent auprès des visiteurs du temple.
Vers 1930 se manifeste le mouvement « Pas de lépreux dans notre préfecture » et le gouvernement envisage d'hospitaliser tous les malades de la lèpre dans les sanatoriums. Le 9 juillet 1940, 157 lépreux vivant autour du Honmyō-ji sont hospitalisés de force dans de nombreux sanatoriums dans tout le pays.

## Source de la traduction
- (en) Cet article est partiellement ou en totalité issu de l’article de Wikipédia en anglais intitulé « Honmyō-ji » (voir la liste des auteurs).